# هیوئی چارلز
هیوئی چارلز (انگلیسی: Hughie Charles؛ ۲۴ ژوئیهٔ ۱۹۰۷ – ۶ اکتبر ۱۹۹۵) موسیقی‌دان، ترانه‌سرا و تهیه‌کنندهٔ تئاتر موزیکال اهل بریتانیا بود. وی در اوون فری منچستر به دنیا آمد.
هیوئی چارلز برای کار مشترک با راس پارکر در نوشتن متن ترانه و آهنگ «دوباره همدیگر را خواهیم دید» شهرت دارد.